# Triaspis odrina
Triaspis odrina är en stekelart som först beskrevs av Papp 1993.  Triaspis odrina ingår i släktet Triaspis och familjen bracksteklar. Inga underarter finns listade i Catalogue of Life.